# Revueoperette
Revueoperette ist eine Bezeichnung für revueartige Ausstattungs-Operetten. Hohe Popularität erlangte diese Operettengattung in der Zeit zwischen 1920 und 1940. Auch in der Nachkriegszeit und vereinzelt bis in die Gegenwart entstanden einige Revueoperetten, z. B. Schach dem Boss, Drei Männer im Schnee (uraufgeführt 2019).

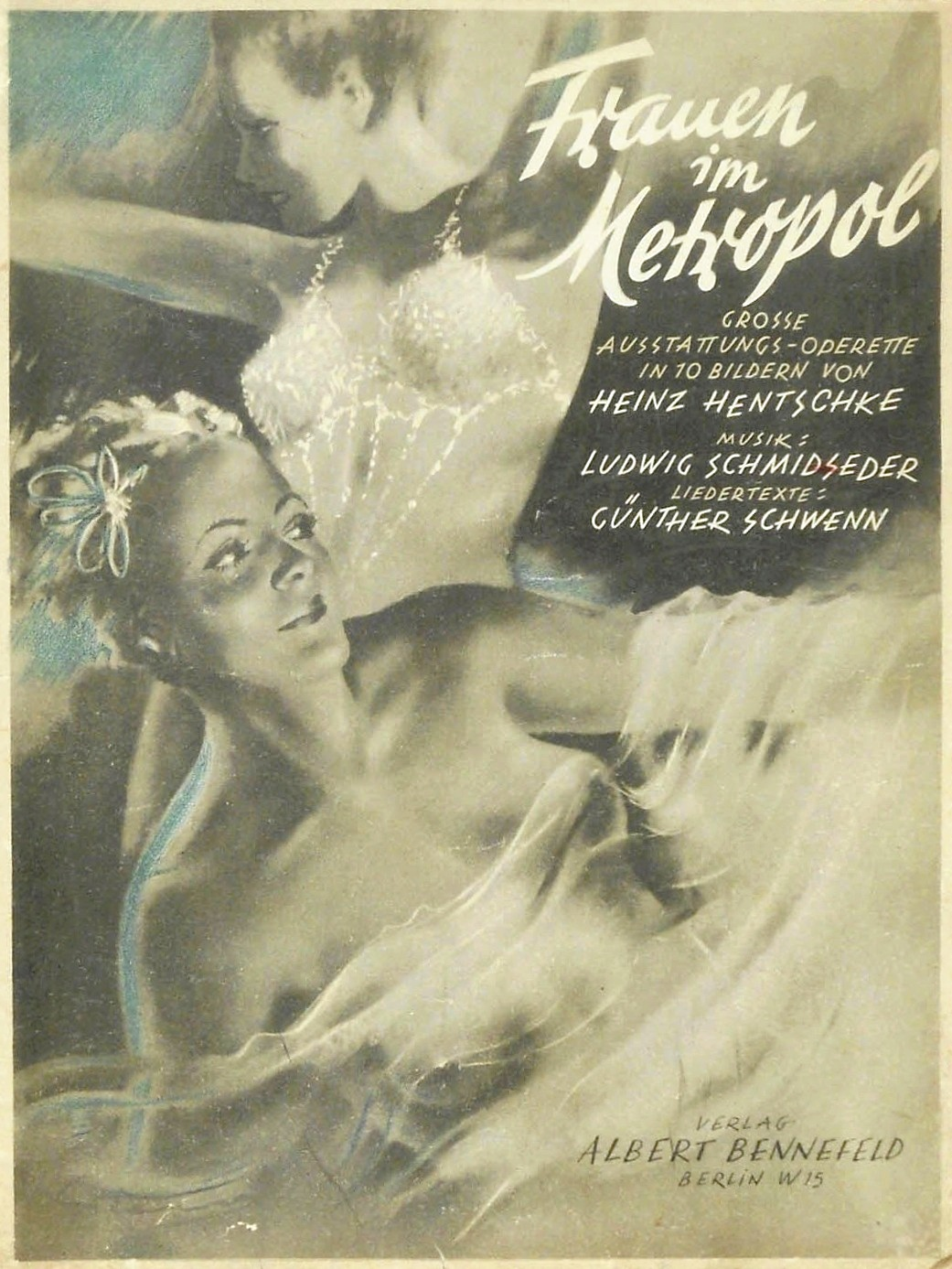
Titelblatt aus Frauen im Metropol

Ein Spezifikum der Revueoperette ist, dass bei ihr im Vergleich zur „normalen“ Operette die Handlung eine untergeordnete Rolle spielt, während das Hauptaugenmerk auf Ausstattung, Tanz und eingängigen Schlagern liegt. Meist finden sich auch flottere, exotische Rhythmen verschiedener Musikstile, wie Rumba, Tango, Foxtrott etc. wieder. Im Gegenzug sind große arienähnliche Melodien, wie etwa bei Lehár, in Revueoperetten selten anzutreffen. Oft wurden Musiktitel aus den Bühnenwerken eigenständige erfolgreiche Schlager. In der Musikwissenschaft wird die Revueoperette oft als unmittelbarer Vorgänger des Musicals gesehen.

## Bekannte Werke (Auswahl)
- Frau Luna, Im weißen Rössl, Clivia, Ball im Savoy, Maske in Blau, Frauen im Metropol, Hochzeitsnacht im Paradies, Frühjahrsparade

## Liste von Komponisten (chronologisch)
- Paul Lincke (1866–1946)
- Walter Kollo (1878–1940)
- Robert Stolz (1880–1975)
- Ralph Benatzky (1884–1957)
- Eduard Künneke (1885–1953)
- Paul Abraham (1892–1960)
- Nico Dostal (1895–1981)
- Theo Mackeben (1897–1953)
- Jara Beneš (1897–1949)
- Fred Raymond (1900–1954)
- Ludwig Schmidseder (1904–1971)
- Gerhard Winkler (1906–1977)
- Friedrich Schröder (1910–1972)
- Paul Burkhard (1911–1977)
- Guido Masanetz (1914–2015)
- Igo Hofstetter (1926–2002)
- Thomas Pigor (* 1956)